# Иманкалыкова, Зуракан
Зуракан Иманкалыкова (1923, с. Талды-Суу, Пржевальский уезд, Семиреченская область, Российская империя — 13 июня 2011, Бишкек, Кыргызстан) — советский государственный деятель Киргизской ССР, первый заместитель Председателя Президиума Верховного Совета Киргизской ССР (1968—1971).

## Биография
Избиралась членом Талды-Суйского райкома комсомола, Иссык-Кульского обкома комсомола и членом ЦК ВЛКСМ Киргизии.
- 1955—1956 гг. — заместитель Председателя Президиума Верховного Совета Киргизской ССР.
- 1956—1967 гг. — секретарь Президиума Верховного Совета Киргизской ССР. Участвовала в работе парламентской группы Советского Союза и была делегатом 45 и 46 межпарламентских конференций в городах Хельсинки (Финляндия) и Бангкоке (Таиланд),

с 1971 г. на преподавательской работе.
Депутат Верховного Совета СССР 4 созыва и ВС Киргизской ССР 4-6 созывов.

## Награды и звания
Награждена орденом Трудового Красного Знамени.